# L'uomo della legge
L'uomo della legge (Gunsight Ridge) è un film del 1957 diretto da Francis D. Lyon.
È un western statunitense con Joel McCrea, Mark Stevens e Joan Weldon.

## Produzione
Il film, diretto da Francis D. Lyon su una sceneggiatura di Talbot Jennings e Elisabeth Jennings, fu prodotto da Robert Bassler per la Libra Productions e girato negli studios di Old Tucson a Tucson, Arizona, nel Bell Ranch a Santa Susana e nel Janss Conejo Ranch a Thousand Oaks, in California, dal 21 gennaio 1957. I titoli di lavorazione furono A Tale of Consequence e  Stranger at Soldier Springs.

## Distribuzione
Il film fu distribuito con il titolo Gunsight Ridge negli Stati Uniti nel settembre 1957 al cinema dalla United Artists.
Altre distribuzioni:
- in Finlandia il 16 maggio 1958
- in Germania Ovest il 16 gennaio 1959 (Von allen Hunden gehetzt)
- in Svezia il 16 marzo 1959
- in Austria nell'aprile del 1960
- in Spagna (Duelo en el desfiladero)
- in Grecia (Otan miloun ta pistolia)
- in Italia (L'uomo della legge)

## Promozione
La tagline è: Only One Would Leave Gunsight Ridge Alive! .